# Heinz Hennig
Heinz Hennig (* 25. Mai 1927 in Burg (bei Magdeburg); † 29. Januar 2002 in Hannover) war der Gründer des Knabenchors Hannover und dessen Leiter von 1950 bis Ende 2001 sowie Hochschullehrer.

## Leben
Heinz Hennig ging im Alter von zwölf Jahren ins Internat des Musischen Gymnasiums in Frankfurt. Zu seinen wichtigsten Lehrern zählte der Dirigent Kurt Thomas, in dessen Knabenchor Heinz Hennig mitwirkte und in welchem er prägende Erfahrungen für seine spätere Betätigung sammeln konnte.
Ende der 1940er Jahre nahm Heinz Hennig sein Musikstudium in Hannover auf und gründete dort als 23-jähriger Student per Zeitungsannonce 1950 den Knabenchor Hannover. Weitere noch heute renommierte Ensembles verdanken ihr Entstehen ebenfalls Heinz Hennigs musikalischem Pioniergeist – allen voran der Mädchenchor Hannover (1951) und das Junge Sinfonieorchester Hannover (JSO) (1961), die ebenfalls von ihm gegründet wurden. Das JSO zusammen mit Barbara Koerppen und Erwin Wolf.
Besondere Bedeutung erlangte Heinz Hennig durch Aufnahmen zahlreicher Kantaten von Johann Sebastian Bach seines Chores in enger Zusammenarbeit mit Gustav Leonhardt,  veröffentlicht in der Gesamteinspielung „Das Kantatenwerk“ (Teldec). Hennig gilt als einer der Wegbereiter der historischen Aufführungspraxis von Alter Musik in der Gegenwart, insbesondere mit zahlreichen und mehrfach ausgezeichneten Rundfunk-, Schallplatten- und CD-Produktionen des Werkes von Heinrich Schütz und Andreas Hammerschmidt. Die Erstaufführung des Opus Ultimum (Schwanengesang) von Heinrich Schütz und die erste Gesamtaufnahme der „Geistlichen Chormusik 1648“ in historischer Aufführungspraxis setzten bis heute Maßstäbe bei der Schütz-Interpretation. Daneben widmete er sich der Interpretation zeitgenössischer Kompositionen durch zahlreiche Uraufführungen wie der Werke Alfred Koerppens.
Neben seiner Tätigkeit als Leiter des Knabenchores Hannover lehrte Heinz Hennig von 1962 bis 1992 als Professor für Chorleitung an der Hochschule für Musik und Theater Hannover. Jahrzehntelang leitete er den Kammerchor der Hochschule und war von 1970 bis zu seiner Emeritierung ihr Vizepräsident.
Nach mehr als einem halben Jahrhundert weltweit anerkannter Konzerte und seiner Tätigkeit als Lehrer von Generationen junger Sänger übergab Heinz Hennig den Knabenchor Hannover Ende des Jahres 2001 an seinen Nachfolger Jörg Breiding.
Wenige Wochen später verstarb Heinz Hennig am 29. Januar 2002.

## Auszeichnungen
1978 erhielt Hennig den in diesem Jahr erstmals verliehenen Niedersachsenpreis für Kultur.